# Cap des Phoques-de-Weddel
Das Cap des Phoques-de-Weddel (französisch für Kap der Weddellrobben) ist ein Kap am südöstlichen Ausläufer der Carrel-Insel im Géologie-Archipel vor der Küste des ostantarktischen Adélielands.
Französische Wissenschaftler benannten es 1977 nach den hier häufig anzutreffenden Weddellrobben.